# Lago Kluane
O Lago Kluane está localizado na área sudoeste do Yukon. É o maior lago contido inteiramente dentro do Yukon, com aproximadamente 408 quilômetros quadrados.